# Copadichromis ilesi
Copadichromis ilesi es una especie de peces de la familia Cichlidae en el orden de los Perciformes.

## Morfología
Los machos pueden llegar alcanzar los 11,4 cm de longitud total.

## Distribución geográfica
Es un endemismo del lago Malaui (África Oriental).